# Chaïm El Djebali
Chaïm El Djebali (arabe : شايم الجبالي), né le 7 février 2004 à Décines-Charpieu, est un footballeur international tunisien, qui évolue au poste de milieu de terrain.
Il possède également la nationalité française.

## Biographie
Chaïm El Djebali est né à Décines-Charpieu, — lieu où sera plus tard construit le Parc OL —, d'un père aux origines tunisienne et une mère aux origines algériennes,.

### Carrière en club
Ayant commencé son parcours footballistique à Vaulx-en-Velin, tout comme son petit frère Rayan, Chaïm El Djebali finit par intégrer le centre de formation de l'Olympique lyonnais, après un passage par l'Étoile Sportive Trinité, dans le 8e arrondissement de Lyon,,.
Avec les moins de 19 ans lyonnais, il est l'auteur d'un début de saison 2021-2022 remarqué, découvrant même l'équipe réserve en National 2,. Il ne peut toutefois pas disputer la deuxième partie de saison, après s'être blessé lors du derby contre Saint-Étienne en Coupe Gambardella,,.
Mais, à l'été suivant, cela ne l'empêche pas d'être le troisième joueur d'une génération 2004 victorieuse en coupe à signer professionnel, après Mohamed El Arouch (en) et Yannis Lagha, paraphant un contrat qui le lie à son club formateur jusqu'à l'été 2025,.

### Carrière en sélection
Sélectionnable avec la Tunisie, l'Algérie et la France du fait de ses origines, c'est ce dernier pays qu'il va d'abord représenter en équipe de jeunes, sélectionné avec les moins de 16 ans français en 2019,.
En septembre 2022, il connaît sa première convocation en équipe de Tunisie senior pour une série de matchs amicaux en France, en préparation de la Coupe du monde au Qatar,.
Il fait ses débuts avec la sélection tunisienne le 22 septembre 2022, remplaçant Ferjani Sassi lors d'une victoire 1-0 en match amical contre les Comores,,.

## Palmarès
| Olympique lyonnais - Coupe Gambardella (1) : - Vainqueur en 2022. |